# Пискоју (Горж)
Пискоју (рум. Piscoiu) насеље је у Румунији у округу Горж у општини Стежари. Oпштина се налази на надморској висини од 309 m.

## Становништво
Према подацима из 2002. године у насељу је живело 896 становника, од којих су сви румунске националности.